# Menhir de Capo-di-Luogo
Le menhir de Capo-di-Luogo est un menhir situé sur la commune de Belvédère-Campomoro, dans le département de la Corse-du-Sud en France.

## Historique
Le menhir est signalé pour la première fois par Adrien de Mortillet en 1883. En 1911, Louis Giraux signale que le mur de pierres situé derrière le menhir comporte à la base deux blocs dont la forme et la taille laissent penser qu'il pourrait s'agir d'un menhir et d'une statue-menhir en réemploi. Giraux émet l'hypothèse que de Mortillet n'a pu les remarquer car le mur était recouvert de broussailles comme l'atteste la photo prise par de Mortillet à l'époque.
Le menhir est classé au titre des monuments historiques par la liste de 1862.

## Description
Le menhir est constitué d'un bloc en granite d'une hauteur de 2,50 m hors sol pour une largeur de 0,60 m en bas et 0,75 m en haut et 0,32 m d'épaisseur. 
Le dolmen A Tola est situé à un peu moins de 200 m au nord-est.